# Dampierre-en-Montagne
Dampierre-en-Montagne település Franciaországban, Côte-d’Or megyében. Lakosainak száma 61 fő (2022. január 1.). Dampierre-en-Montagne La Roche-Vanneau, Vitteaux, Posanges, Villeberny, Villeferry, Arnay-sous-Vitteaux és Jailly-les-Moulins községekkel határos.

## Népesség
A település népességének változása:
| Lakosok száma | 71   | 66   | 56   | 72   | 82   | 79   | 73   | 65   | 61   | 61   |
|               | 1968 | 1982 | 1990 | 2006 | 2013 | 2015 | 2017 | 2019 | 2020 | 2022 |